# Miralls (pel·lícula)
Miralls és un remake basat en la pel·lícula sud-coreana Geoul Sokeuro (nom original en coreà: 거울 속으로) (traducció literal: Cap a l'interior del mirall) estrenada el 2003. Dirigida per Alexandre Aja, director del remake The Hills Have Eyes i protagonitzada per Kiefer Sutherland. Ha estat doblada al català

## Argument
Ben Carson (Kiefer Sutherland) ha tingut dies millors. Ha passat gairebé un any des que l'inestable detectiu fos suspès del seu treball en el Departament de Policia de Nova York després d'haver disparat fatalment a un altre policia que treballava d'incògnit, un accident que no solament li va costar la seva feina, sinó que el va portar a l'alcoholisme i va deslligar la ira que el va allunyar de la seva esposa i fills, havent de pernoctar ara en el sofà de la seva germana, a Queens.
Ansiós per superar-ho i reunir-se de nou amb la seva família, Carson entra a treballar com a vigilant nocturn en les calcinades ruïnes dels magatzems Mayflower. El que una vegada va ser símbol de prosperitat i opulència ara es deteriora en la foscor, igual que es va corrompent un vaixell fantasma, devastat per un gegantesc foc que es va cobrar moltes vides innocents.
Mentre Carson patrulla per les esborronadores restes dels magatzems Mayflower, adverteix alguna cosa sinistre en els fastuosos miralls que adornen les seves parets. En el seu immens cristall es reflecteixen unes imatges terrorífiques que inquieten profundament a Carson.
A més de projectar terribles imatges del passat, sembla que els miralls també manipulen la realitat. En veure com és torturat el seu propi reflex, Carson experimenta l'efecte físic de les lesions que està veient. Inesperadament, el desorientat expolicia ha d'enfrontar-se als seus propis dimonis i als que ha provocat el seu reflex.

## Repartiment
- Kiefer Sutherland - Ben Carson
- Paula Patton - Amy Carson
- Cameron Boyce - Michael Carson
- Erica Gluck - Daisy Carson
- Amy Smart - Angela Carson (desmandibulada)
- Mary Beth Peil - Anna Esseker
- John Shrapnel - Lorenzo Sapelli
- Jason Flemyng - Larry Byrne (degollat)
- Tim Ahern - Dr. Morris

## Recepció crítica i comercial
Va obtenir generalment crítiques negatives, acumulant un 15% de comentaris positius, segons la pàgina Rotten Tomatoes, arribant a la següent conclusió: "Un inconsistent i decaigut guió fan d'aquest remake una espantosa pel·lícula".
Segons la pàgina d'Internet Metacritic va obtenir crítiques negatives, amb un 35%, basat en 13 comentaris dels quals un és positiu.
En taquilla la pel·lícula va recaptar una mica més de 30 milions de dòlars als Estats Units. Sumant les recaptacions internacionals la xifra puja a 77 milions.

## Seqüela
El 8 d'octubre de 2009, el director Víctor García va anunciar que filmaria una seqüela, que sortiria directament en DVD per la 20th Century Fox. La pel·lícula va ser estrenada el 19 d'octubre de 2010.
En el seu repartiment es troben:
- Nick Stahl com Max Matheson.
- Emmanuelle Vaugier com Elizabeth.
- Stephanie Honore com Eleanor.
- Jon Michael Davis com Ryan Parker.
- Christy Carlson Romano com Jenna McCarty.
- Lawrence Turner com Keller Landreaux.
- William Katt com Jack Matheson.
- Jennifer Sipes com Kayla.
- Ann Mckenzie com el Doctor Beaumont.